# تپه کسکان
تپه کسکان مربوط به دوره نوسنگی تا دوران‌های تاریخی پس از اسلام است و در شهرستان هرسین، حاشیه رودخانه دینور آب واقع شده و این اثر در تاریخ ۱۰ دی ۱۳۸۱ با شمارهٔ ثبت ۶۸۷۹ به‌عنوان یکی از آثار ملی ایران به ثبت رسیده است.